# Tiospinele (sulfospinele)
Tiospinele lub sulfospinele – minerały metali dwu-, trój- i czterowartościowych z gromady siarczków o charakterystycznej wyróżniającej je strukturze wewnętrznej analogicznej do spineli będących tlenkami. Mają swoje odpowiedniki także wśród selenków.
| Nazwa         | Wzór           | Geneza i występowanie                                                                    |
| ------------- | -------------- | ---------------------------------------------------------------------------------------- |
| Linneit       | Co3S4          | Podrzędny minerał utworów pneumatolitycznych i hydrotermalnych.                          |
| Polidymit     | Ni3S4          | Utwory hydrotermalne, wraz z rudami Cu, barytem i pirytem.                               |
| Violaryt      | FeNi2S4        | Utwory hydrotermalne w asocjacji z pirytem, chalkopirytem i chalkozynem oraz millerytem. |
| Indyt         | FeIn2S4        | W pneumatolitycznych złożach kasyterytu                                                  |
| Greigit       | Fe3S4          | znaleziony w San Bernardino, USA.                                                        |
| Cuproirdsyt   | CuIr2S4        | dunity Inagly na Syberii                                                                 |
| Cuprorhodisyt | CuRh2S4        | dunity Inagly na Syberii                                                                 |
| Florensowit   | CuCr1,5Sb0,5S4 | kompleks prekambryjski Sliudanka nad Bajkałem                                            |
| Kalininit     | ZnCr2S4        | jak wyżej                                                                                |

## Charakterystyka
Minerały te krystalizują podobnie jak spinele w klasie 48-ścianu (układ regularny). Najpospolitszymi osobnikami tej grupy są polidymit i linneit. Tworzą one szereg izomorficzny, w którego skład wchodzą greigit→polidymit→violaryt→indyt oraz selenki tyrrelit (Cu,Co,Ni)3Se4, bornhardyt Co3Se4 oraz trüstedtyt Ni3Se4.
W Polsce występują w sztolni Rudolf w Męcince na Dolnym Śląsku oraz żyle ankerytowej w okolicach Wałbrzycha.